# Eduard Vöhringer
Eduard Vöhringer (* 7. Mai 1859 in Stuttgart; † 20. Januar 1936 ebenda) war ein württembergischer Verwaltungsbeamter.

## Leben
Vöhringer wurde in Stuttgart als Sohn eines Lokomotivführers geboren. Er studierte ab 1879 Regiminalwissenschaft an der Universität Tübingen und bestand 1883 die erste, 1884 die zweite höhere Dienstprüfung. Er war seit dem Wintersemester 1879/80 Mitglied der Turnerschaft Hohenstaufia Tübingen.
1884 erhielt Vöhringer seine erste Anstellung als Amtmann beim Oberamt Rottweil. 1888 wurde er Kollegialhilfsarbeiter in der Ministerialabteilung für den Straßen- und Wasserbau und das Hochbauwesen im Ministerium des Innern, 1891 Regierungsassessor bei der Regierung des Neckarkreises in Ludwigsburg, 1893 Oberamtmann des Oberamts Künzelsau, 1896 Oberamtmann des Oberamts Ellwangen, 1897 Regierungsrat bei der Regierung des Jagstkreises in Ellwangen. Von 1904 bis 1909 war er Vorsitzender des Schiedsgerichts IV für Arbeiterversicherung in Ellwangen in der Dienststellung eines Kollegialrats. 1908 erhielt er Titel und Rang eines Oberregierungsrats. Von 1909 bis 1924 war er wirklicher Oberregierungsrat und Mitglied des Verwaltungsrats der Gebäudebrandversicherungsanstalt. 1926 trat er in den Ruhestand.

## Auszeichnungen
- Ritterkreuz 1. Klasse des Friedrichs-Ordens (1903)
- Ritterkreuz des Ordens der Württembergischen Krone (1912)
- Silberne Karl-Olga-Medaille
- Preußische Rote-Kreuz-Medaille 3. Klasse